# Bob Hund
Bob Hund, stylisé bob hund, est un groupe suédois de rock, originaire de Stockholm. Signifiant littéralement « bob chien » en suédois, le nom du groupe est emprunté à un personnage de dessin animé à la télévision. Leur musique est difficile à classifier. Formé en automne 1991, le groupe a depuis joué dans plus de 300 concerts dans les pays scandinaves, notamment lors des festivals de Roskilde, Hultsfred, Ruisrock et Quart Festival à Kristiansand. Bergman Rock est le nom du même groupe lorsqu'ils chantent en anglais.

## Biographie

### Années 1990
Bob hund est formé en 1991 par Jonas Jonasson (claviers) et Thomas Öberg (chant) pendant leurs années au lycée. Après six mois de formation, le groupe regroupe Conny Nimmersjö et Johnny Essing à la guitare, Mats Hellqvist à la basse et Mats Andersson à la batterie. La légende raconte qu'Essing aurait assisté pour 100 SEK aux répétitions de Hellqvist, et continuait ainsi.
Le nom du groupe est emprunté à un personnage de dessin animé à la télévision, dont la vie n'était faite que de malchances. Le groupe signe au label Silence Records en 1993, et publie la même année l'EP bob hund. L'année suivante, en 1994, ils publient leur premier album, aussi intitulé bob hund, qui leur fait remporter la catégorie de « groupe de rock de l'année » aux Grammisgalan. Ils remporteront un autre prix dans la catégorie « meilleures paroles » en 1996. En 1995, après une intense tournée, le groupe se met en pause et ses membres préparent d'autres morceaux, qui seront la base de Omslag: Martin Kann (1996) - nommé d'après un ami du groupe, qui s'occupera des couvertures au fil des ans. L'album atteint le top 10 mais les singles I stället för musik, förvirring et Düsseldorf n'atteignent que les 13e et 28e place respectivement.
Bien que chantant exclusivement en suédois, ils attirent l'attention hors de la Suède et la Scandinavie. Le groupe explique, lors d'une conférence de presse que Graham Coxon - qui vouait une admiration pour le groupe pendant les interviews - leur a demandé de jouer pour lui, mais qu'ils ont refusé,. Bob hund tourne encore une fois et remporte la catégorie de « groupe live de l'année » au tabloïd suédois Aftonbladet. En décembre 1998, Jag rear ut min själ! Allt skall bort!!! est publié et suit de l'album live bob hund sover aldrig.

### Années 2000

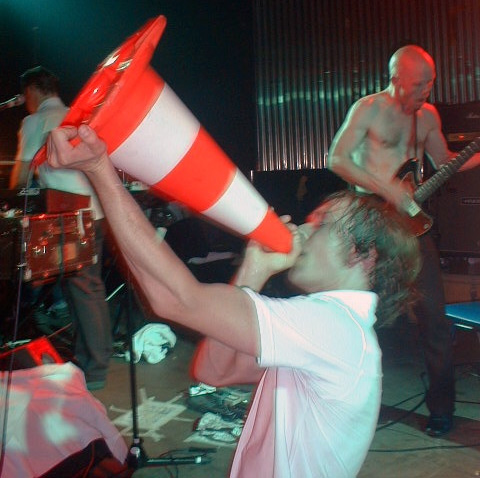
bob hund en 2005.

Au début du millénaire, 115 000 SEK d'équipement sont volés dans leur van. À cette période, les membres ralentissent la cadence concernant bob hund pour se concentrer sur des projets parallèles - entre autres Bergman Rock, un groupe de rock qui comprend tous les mmembres de bob hund, avec Öberg qui chant en anglais plutôt qu'en suédois. Le groupe sort le single Ska du hänga med? Nä!! et l'album Stenåldern kan börja au début de 2001. L'album n'entre qu'en août 2010 à la première place des classements. 2002 assiste à la sortie de Ingenting, une compilation d'anciennes démos enregistrées entre 1992 et 1993, une version vinyle limitée à 1 000 exemplaires, et le single Den lilla planeten. Le double CD 10 år tillbaka och 100 år framåt est aussi publié cette année.
Après la sortie de Det där nya som skulle vara så bra, le groupe se met en pause pour se consacrer à Bergman Rock et au projet parallèle Sci-Fi SKANE. Le groupe recommence les tournées bob hund à la fin 2006, mais ne publie rien avant la sortie du single Tinnitus i hjärtat en 2008 et l'album Folkmusik för folk som inte kan bete sig som folk. Le 16 juin 2009, Christian Gabel devient officiellement leur septième membre. L'année suivante sort l'EP Stumfilm.

### Années 2010
Le 16 mars 2011, le groupe publie l'album Det överexponerade gömstället. Pour commémorer leur vingtième année d'existence, ils publient un second album le 15 février 2012, appelé Låter som miljarder. Le 6 juillet 2013, le groupe organise un festival à Folkets Hamn, Helsingborg. Le 12 septembre 2014, le groupe diffuse la bande-son d'un film muet, Man With a Movie Camera, au Cinemateket à Stockholm, et joue à Helsinki, Luleå, Gothenburg et Malmö.
Le 16 septembre 2016, ils publient leur douzième album, Dödliga Klassiker.

## Discographie
- 1993 : bob hund (EP)
- 1994 : bob hund (album)
- 1996 : Omslag: Martin Kann
- 1998 : Jag rear ut min själ! Allt skall bort!!!
- 1999 : bob hund sover aldrig (album live)
- 2001 : Stenåldern kan börja
- 2002 : Ingenting
- 2002 : 10 år bakåt & 100 år framåt
- 2009 : Folkmusik för folk som inte kan bete sig som folk
- 2010 : Stumfilm
- 2011 : Det överexponerade gömstället
- 2012 : Låter som miljarder
- 2015 : bobhundopera
- 2016 : Dödliga Klassiker
- 2019 : 0-100

## Prix
- 1994 - Grammy Award suédois pour « le meilleur groupe live »
- 1996 - Grammy Award suédois pour « les meilleurs textes »
- 1999 - Guldägget (L'œuf d'or) pour « le meilleur packaging » sur Jag rear ut min själ! Allt skall bort!!!